# Kerkia briani
Kerkia briani – gatunek ślimaka z rodziny źródlarkowatych (Hydrobiidae).

## Taksonomia i ewolucja
Gatunek ten opisany został po raz pierwszy w 2020 roku przez Aleksandrę Rysiewską i Artura Osikowskiego w publikacji współautorstwa Sebastiana Hofmana i Andrzeja Falniowskiego na łamach „ZooKeys”. Opisu dokonano na podstawie 13 okazów odłowionych w źródle o nazwie Polički Studenac Vrelo na prawym brzegu rzeki Trebišnjicy, niedaleko Trebinjego w Bośni i Hercegowinie. Holotyp zdeponowano w Muzeum Przyrodniczym Uniwersytetu Wrocławskiego, zaś paratypy w Pracowni Malakologii Uniwersytetu Jagiellońskiego. Epitet gatunkowy nadano na cześć Briana Lewarne, naukowca z Devon Karst Research Society.
Odrębność gatunku potwierdzają molekularne analizy filogenetyczne z wykorzystaniem sekwencji kodujących oksydazę cytochromu c oraz histon 3.

## Morfologia
Drobny ślimak o białawej, przezroczystej, cienkościennej muszli osiągającej do 0,77 mm wysokości i 1,39 mm szerokości. Na niską i płaską skrętkę muszli składa się około 5 skrętów oddzielonych głębokimi szwami i gwałtownie zwiększających swe rozmiary. Powierzchnia muszli jest gładka. Niemal okrągłe ujście muszli jest niższe niż u K. kusceri, ale wyższe niż u K. jadertina i K. kareli. Jego perystoma jest kompletna, cienka, tylko lekko nabrzmiała. Dołek osiowy jest szeroki. Ciało ślimaka ma barwę białą wskutek braku pigmentacji. Nie występują u niego oczy. Skrzela mają postać ktenidium złożonego z dwunastu krótkich blaszek. Kształt osfaridium jest krótki i szeroki. Rektum tworzy szeroką pętlę. Narządy rozrodcze cechują się stosunkowo dużą i kulistą torebką kopulacyjną z długim i zakrzywionym przewodem, pojedynczym, długim, robakowatym, położonym dystalnie zbiornikiem nasiennym, podługowato-trójkątnym prąciem z ostrym wierzchołkiem i niewielkim, niegruczołowym wyrostkiem po lewej stronie oraz zygzakowatym nasieniowodem wewnątrz prącia.

## Ekologia i występowanie
Gatunek endemiczny dla Bośni i Hercegowiny, znany tylko z okolic miejsca typowego. Jest najdalej na południe występującym przedstawicielem swojego rodzaju. Zasiedla źródła, wchodząc w skład ich bentosu. Należy do zdrapywaczy żerujących na peryfitonie.